# بيير فيلار
بيير فيلار (بالفرنسية: Pierre Vilar )‏ (و. 1906 – 2003 م) هو مؤرخ، وأستاذ جامعي، وdirector of studies ‏ فرنسي، توفي عن عمر يناهز 97 عاماً.

## التعليم
تعلم في مدرسة الأساتذة العليا.

## جوائز
حصل على جوائز منها:
- الميدالية الذهبية لحكومة كتالونيا  [لغات أخرى]‏ (2000)
- الصليب الأعظم للنيشان المدني لألفونسو العاشر الحكيم (1996)
- الدكتوراه الفخرية من جامعة بلنسية (1991)[4]
- ميدالية الاستحقاق الذهبية في الفنون الجميلة (إسبانيا).